# ちびもの
『ちびもの』は、東雲水生（しののめ みずお）による漫画作品。月刊4コマ漫画雑誌「もえよん」のち月刊漫画雑誌「コミックハイ!」（ともに双葉社）連載のほのぼの系ストーリー漫画である。タイトルは「チビ物の怪（小さな妖怪、という意味）」の略であり、「もえよん」連載開始当初はタイトルに「ちびもの〜ちびもののけ〜」と併記されており、「もえよん」後半にこの併記は無くなったものの、「コミックハイ！」での連載継続に伴って再びタイトルに「ちびもの〜ちびのもののけ〜」と併記される様になった。

## 概要
“ないないの神様”見習い・七々菜とふとしたことから知り合った若葉とのふれ合いを描くストーリー漫画で、「もえよん」創刊から休刊に至る一年間（通算13号）に渡り、同誌を支え続けた漫画の一つである。
また、ストーリー漫画も4コマ形態が主体の「もえよん」にあって、他の一般誌と変わらぬコマ割などの形態を終始取っていたことも特筆に値するであろう。
当初の掲載誌「もえよん」は2005年7月9日発売の8月号をもって休刊してしまったものの、本作は同社の別雑誌「コミックハイ!」にて2005年8月20日発売の9月号より一年余りの連載継続を経て、2006年11月20日発売の12月号をもって完結した。
なお、2005年11月12日には単行本1巻が発売された。2007年2月発売予定の3巻をもって単行本も完結した。

## あらすじ
父親の仕事の都合でちょっと田舎な綾茂町（あやしげちょう）へと越して来て三ヶ月が経った頃、中学2年の少女・桃ノ木若葉は、写真立ての裏で泣いている手のひらサイズの女の子と出遭う。その小さな女の子は「七々菜」と名乗り、「自分は『ないないの神様』見習いなのに、自分が隠したモノの隠し場所を忘れてしまう」ことを嘆いているという。若葉は、そんな七々菜を気に入り、友だちになろうと提案する。
七々菜のほか、同様に古くから桃ノ木家に住み着いていた座敷童子の「わらし」、若葉を慕ってやって来た猫又「ミネコ」ら「もののけ」とも出会い、悩まされながらも若葉にとっては楽しい毎日が始まった。
この物語は、心優しい少女・若葉と、七々菜をはじめとするちょっとドジな“もののけ”たちとの心温まるふれ合いを描くストーリー漫画である。

## 登場キャラクター
桃ノ木若葉（もものき・わかば）
都会から綾茂中学2年2組に転校してきた少女。一人っ子で、母方の祖父が建てた洋館風の古い家に両親と住んでいる。元々は地方都市生まれの都会っ子だがスレたところが無く、心優しいため、新しい学校で友達が出来るのも早かった。一方で、他の人には見ることが出来ない「もののけ」を見ることが出来、七々菜らの姿や「力」を見ても動じない一面もある。当初は無くし物があると七々菜を疑ったりしてギクシャクすることもあったが、徐々に七々菜と打ち解けていき、現在では常に一緒に居る。「コミックハイ!」移籍後の第2話（通算第15話）時点で中学3年生になっているが、進級などに関するエピソードは無かった。
七々菜(ななな)
「ないないの神様」見習い。姿は、ちょうど若葉の手のひらに乗るくらいの女の子。袖口から手が出ず地面に届くほど長い振袖にエプロン、袴にブーツと、大正時代を彷彿とさせる服装で、頭の両脇の髪飾りの形・杖の形・振袖の模様それぞれに使われている大きな四つ葉マークが象徴的。自分が隠したモノの場所を忘れてしまうため、まだ一人前になれない。基本的に物忘れが激しいが、強情で律儀な一面もある。また、泣き虫で怒りっぽい面もある。話すとき、自分のことを「あち」と呼び、語尾に「のシ」と付けるのが特徴。第1話で若葉にもらって以来、ま白麿（ましろまろ＝マシュマロ）が大好物で、これにより若葉に簡単につられる。見かけは幼いが、若葉の母みずなとも旧知であるなど実年齢は不詳で、わらしによると少なくとも「少女」と呼べる歳では無いらしい。最初は改造したティッシュの箱で寝ていたが、第7話より若葉が幼い頃遊んでいた「キラちゃん人形」の家（若葉によって手が加えられている）で寝ることになり、この頃からそれまでの若葉に嫌われることに脅えて泣いたりいじける傾向が無くなった。普段は自分が手に持てる程度の小さなモノを隠すのだが、その気になれば人サイズのものも「ないない」（簡単に言えば、別の場所に転送）出来る。「ないない」の転送先は、ある程度、自分で決められる模様である。
ないないの神様
「モノ隠しの神様」とも言い、一つの家に一人だけ住みつく神様で、「そのとき一番大事な物」を隠し、家人が困る姿を見て喜ぶのが生き甲斐だが、本来ならその人がその物を諦めた頃にこっそり返すのが一人前の「ないない」である（七々菜は、返せなくなる点で「見習い」）。いずれにしても人を困らせる神様なので、普通の人からは嫌われる。なお、通常は「家」を持ち場として決められているため、原則としてその「家」を離れることが出来ない。ただし神無月（10月）だけは、出雲で行われる年に一度の「神様集会」に参加するため「家」を離れることが出来る。これは日本全国のありとあらゆる神様が集まるお祭りと、大神様への一年間の報告を行い成績表をもらう行事である。この際には八咫烏（やたがらす）が送迎を行い、七々菜は「九郎」という名の八咫烏と馴染みである。
わらし
第3話で登場した、桃ノ木家に住み着いている座敷童子。姿は、肩までの黒髪の後頭部にリボンを着け、丈の短い着物を着た幼い少女である。話し方が古風で無口、あまり笑うことも無く、寂しがりや。彼女もまた、本来は人間には姿が見えない。最初は同じく「家に憑く」神である七々菜とお互いの領分を侵さないように干渉することを避け、若葉の無くし物（七々菜が隠したまま忘れていた物）をそっと返すだけであったが、若葉に見つかってからは、七々菜と共に彼女になついて片時もそばを離れようとしない。ただし、若葉以外の人に対しては、注意深い（第17話ではみずなと食卓を囲む姿も見られるので、若葉母子には警戒心が無いのかも知れない。ただし、みずなにも彼女を認識することはできない）。若葉が居ない時には、ミネコとお手玉や、七々菜とままごとをして遊ぶ。あまりに寂しさを感じると倒れてしまい、その際、家を守る力を失うために家人（七々菜ら「もののけ」を含む）が不運に見舞われる。また七々菜やミネコにとっては「怒らせると恐い（家が壊れる）」というイメージがあるらしく、二人が喧嘩をしていても、わらしの睨み一つで簡単に収まってしまう。記憶力が良い。なお、七々菜同様に「家に憑く」もののけなので、桃ノ木家を離れることが出来ない（ただ、守る家を替えることはでき、実際に過去に何度か守る家を替えたことがある）。第7話で若葉から毛糸の靴下をもらった。
ミネコ
雪の降る日（第6話）、若葉の部屋のコタツに潜り込んでいた猫又。見た目は若葉よりもお姉さんで猫耳に二股に分かれた尻尾、それぞれ黒皮状のビキニに、ファーの着いたアームウォーマーとレッグウォーマー、それに鈴のついたチョーカーと露出度の高い服装で、これに冬場は着物を巨乳をはみ出させて羽織っており、やや色っぽい。また、口元には八重歯状に牙が見え、左目の下にほくろがある。正体は若葉が幼い頃に祖父の家（現在の桃ノ木家）を訪ねた時に拾ったシャム系の野良猫で、「美猫」と書く。野良猫として生まれてあちこちの人間の間を転々とする内に人間不信を抱いていたが、歳をとって最期に幼い若葉に拾われた。祖父の言い付けで放されたものの、このとき別れを惜しんで泣いていた若葉の優しさが忘れられず猫又になって戻ってきた。若葉には従順だが、七々菜やわらしを子ども扱いして意地悪するため、特に七々菜とはよく喧嘩していたが、「コミックハイ！」移籍後は、七々菜が頑張っている姿をある程度評価し、慰める場面も見られた。元々が猫なので、小さくてチョロチョロするものに本能を刺激されてしまう。第7話で若葉から毛糸のショールをもらった。桃ノ木家の“もののけ”中ただ一人、蓮にも（普通の猫として）姿が見える。また、桃ノ木家の“もののけ”で同家を自由に離れられるのも彼女だけである。
モネ
桃ノ木家で飼われているコーギー犬、メス2歳。名前は若葉が好きな画家の名前からつけた。若葉が編んだえりまきを着けている。七々菜を背中に乗せて走ることが出来、その状態であれば本来は（家に憑く神様なので）桃ノ木家を離れることが出来ない七々菜も家の外へと出ることが出来る。時々話をしているが、若葉や七々菜らに通じているかは不明。
モネの能力
作中、本来は家から出られないはずの七々菜が若葉の学校まで行くことが出来たことについて、若葉は「コーギー犬には『妖精の乗り物』という言い伝えがあり、首の周りの白い毛の部分は『妖精のサドル』とも呼ばれているから、妖精とよく似た七々菜も、モネに運んでもらうことで家を出られたのではないか」と語っている。
桃ノ木蓮（もものき れん）
若葉の父で地方誌の編集者。39歳。登場回数はあまり多くなく、目立たないが、若葉が綾茂町へ越してくることになった原因（転勤）となった人物。困ったことがあると胃痛を訴える体質らしい。桃ノ木家に住む“もののけ”のことは認識できず、唯一ミネコだけを「普通の黒猫」として見ることができる。
桃ノ木みずな（もものき―）
若葉の母でフリーのライター。39歳。蓮とは同じ綾茂中学からの幼馴染で、そのまま結婚した。昔から家に居た七々菜とも旧知の仲で、15年前に七々菜に婚約指輪を無くされて、蓮には「私は指輪が嫌いだから着けないのだ」とごまかしていた。性格は若葉ほど穏やかでは無く、マイケル・J・フォックスのブロマイドを命の次に大切にしている。昔からあまり派手なことは好きではなかったらしい。
榎木久里（えのき　ひさと）
若葉の2年時からのクラスメートで、同時に憧れの人でもある。笑顔にくったくが無く、さりげなく優しいところが若葉に好まれる。若葉と同じく、クロード・モネの絵画が好きである。家庭菜園でジャガイモを作っている。犬好きで、モネと散歩中の若葉と出会うといつもモネを触らせてもらっている。当初、若葉の片想いは話し掛けることすら躊躇するほど一方的であり、また本作の物語自体が純粋なラブコメではないためか、劇中では影が薄く、出番はそれほど多くなかった。故に、初登場は第2話と早かったにも関わらず、「もえよん」連載中は「榎木」という苗字しか判らず、「コミックハイ!」移籍後の第3話（通算第16話）にてようやく「久里（ひさと）」という名前が判明した。なお、甘いものが苦手で、「雅こんぶ」や「カリコリ梅」といったしぶいおやつや、梅干・漬物などが好物らしい。「コミックハイ！」移籍後は彼から若葉に話しかけるシーンも多く見られ、登場回数も多くなっていった。
遠藤サヤ（えんどう―）
若葉の2年時からのクラスメートで、同時に友人。やや釣り目の娘。第2話冒頭にロングヘア姿の「サヤ」として初登場し、第8話でポニーテール姿で再登場した際にフルネームが判明した。現実主義者で“もののけ”など信じていなかったが、後に第8話で春を呼ぶ河童に出遭う。男子とも明るく気軽に話せる性格で、この点において若葉から羨ましがられている。また男勝りで、男言葉を使ったりトウジに蹴りを入れたりする。
戸間トウジ（とま―）
若葉の2年時からのクラスメートの男子で、榎木の友人。初登場は第11話で、「もえよん」連載中いっぱい（第13話まで）は「トウジ」とだけ呼ばれてしばしば登場していたが、「コミックハイ!」移籍後の第3話（通算第16話）のラストで「戸間」という苗字が判明した。若葉・みずな以外で七々菜や茶々良の姿を見たり接することのできる唯一の人物（男性キャラクターとしては彼のみ）。当初は若葉が“ないない”たちと話す姿を不思議に思い、しかし若葉にそれを直接確かめずに七々菜を触ろうとしてあらぬ誤解を受けたりしていたが、移籍第8話（通算第21話）でひょんなことから学校で茶々良と接する様になり、“ないない”についてや若葉と“ないない”との関わりを知ることになった。
彦坂びわ（ひこさか―）
若葉とサヤの友人で、同時に2年時からのクラスメート。明るい色のショートカットの髪に大きめの丸眼鏡が特徴。第11話で若葉・サヤ・榎木・トウジと一緒に家庭科の調理実習班に無名キャラとして初登場、第12話でも台詞はあるものの無名のままで、第13話になって茶々良に困らされる生徒として、ようやく名前が判明した。この際、若葉の隣の席に座っていた。ただし、目立つ形で紹介されたのは、「コミックハイ!」移籍後の第1話（通算第14話）である。
茶々良（ちゃちゃら）
学校の教室に居た、もう一人の「ないないの神様」。黒髪を後頭部で2本にまとめ、大きな花を象った髪飾りを頭の両脇に着け、同様に花の形の杖を持っている。服装は奈良時代の装束をアレンジした様な姿である。自分のことを「茶々」と呼び、わらし同様に古風な話し方をする。一人前の「ないない」なので、七々菜より手際が良く、「力」も強い。ヒトと「ないない」は相容れぬものと頑なに考えており、最初は若葉が同じ「ないない」である七々菜と仲良くしていることを理解できず、七々菜が半人前ゆえにヒトと安易に関わっているものと考えていた。掲載誌「もえよん」が休刊してしまう前の回（第12話）の終わりに登場したキャラクターであり、同誌最終話（第13話）で「若葉に“ないない”を嫌いにさせてみせる」と発言していたが、「コミックハイ!」移籍第1話（通算第14話）で無理に嫌がらせをしようとして溺れたところを若葉に助けられて以来の態度に変化が見られ、後にトウジに見つかってからは平気で会話したり、七々菜に対して「たまには学校に遊びに来い」と言いたげな素振りも見せた。

## その他
- 4コマ主体の「もえよん」創刊時、本作だけ4コマ形態でなかったのは、編集部の意向を受けたものである。作者は4コマを想定していたため、自分だけストーリー形態ということに多少ショックだった（ただし、結果的には良かった）と述べている。
- 設定段階でのタイトルは「まめもの（まめもののけ）」だったり、七々菜が「ちま」という名前で髪が地面に垂れるほど長かったりした。若葉・わらしの設定が決まったのは早かったが、ミネコの設定は悩んだとのこと（ミネコの名前は「不死身猫（ふじ“みねこ”）」、また峰不二子にもかけた名前でもあるらしい）。またモネは、作者が実際に飼っている同種の犬がモデルである。
- 七々菜の口癖である「のシ」は、語尾に何かをつけようと考えた際、目に入ったぽち袋（熨斗袋）がおめでたい感じだったことから、「熨斗」にかけてある。
- 物語中、随所（若葉の使う各種文房具や第11話のトランプ図柄など）に登場する「丸っこいパンダ」の様なキャラクター「パンニャ」は、単行本では作者自身の代理としても使われている。パンダの様に見えるが、尻尾が様々な形（その多くは、長い）に描かれており、パンダそのものではない。
- 「もえよん」時代には主に若葉帰宅後の家庭での姿が描かれることが多く、殊に若葉と七々菜との触れ合いに重点を置いていた。このため、榎木・サヤ・トウジ・びわといった主に学校に登場する人物の登場話数は限られ、わらしやミネコ、茶々良もあくまで脇役キャラクターとして扱われていた。「コミックハイ！」移籍後はこの流れが多少変更され、学校での出来事や帰宅後に若葉が散歩に出ることによって友達らとの関わりも描かれ、またわらしやミネコ、茶々良とトウジなどにスポットを当てたストーリーも展開された。

## 書誌情報
- もえよん　2004年8月号〜2005年8月号（休刊により連載終了）
- コミックハイ!　2005年9月号〜2006年12月号（完結）
- 単行本
  - 双葉社より「アクションコミックス・もえよんシリーズ」として刊行されている。

1. （2005年11月12日発売　12月12日初版発行　「もえよん」掲載分を収録）　ISBN 4575939838
2. （2006年8月11日発売　9月11日初版発行　本巻より「コミックハイ!」掲載分を収録）　ISBN 4575940305
3. （2007年2月28日発売　3月10日初版発行　2006年7月号掲載分〜最終話を収録）　ISBN 9784575940725

※単行本各巻には連載前の設定ラフ画、描きおろし漫画などを収録している。